# Редая
Редая (рум. Rădaia) — село у повіті Клуж в Румунії. Входить до складу комуни Бачу.
Село розташоване на відстані 333 км на північний захід від Бухареста, 10 км на захід від Клуж-Напоки.

## Населення
За даними перепису населення 2002 року у селі проживали 120 осіб, з них 118 осіб (98,3%) румунів. Рідною мовою 118 осіб (98,3%) назвали румунську.